# Esternalizzazione dei processi intellettivi
L'esternalizzazione dei processi intellettivi o knowledge process outsourcing (KPO) è una forma di esternalizzazione, nella quale le attività inerenti conoscenze specifiche o competenze intellettive vengono svolte da un'entità esterna detta esternalizzatore, da un'altra azienda o da una sussidiaria che può trovarsi nella stessa nazione o all'estero per abbassarne i costi. A differenza dell'esternalizzazione di processi pratici (BPO) questa tipologia di esternalizzazione comprende attività a valore aggiunto espletate da personale di alta formazione che incrementano il capitale intellettuale dell'azienda che esternalizza. 
Questa pratica inoltre consente all'esternalizzatore, in accordo con le linee guida dell'azienda, di intraprendere le azioni decisionali di business a basso livello, quelle che tipicamente vengono tralasciate a beneficio del business plan principale, ma a discapito dell'economia di possibile sviluppo.

## Campi di applicazione
Il KPO si applica a diverse attività complementari dell'azienda: dalla ricerca e sviluppo all'assistenza legale, dalla tutela di marchi e brevetti alla formazione del personale fino ad arrivare alla gestione dei servizi commerciali e di marketing.

## Le motivazioni del KPO
- Ridurre i costi
- Liberare risorse interne all'azienda
- Migliorare la qualità dei servizi
- Dedicarsi al core business